# Requiem pour une nonne
Requiem pour une nonne  (titre original en anglais : Requiem for a Nun)  est un livre écrit par William Faulkner en 1951. Il fut adapté au théâtre en 1956 par Albert Camus qui rédigea également la préface à la traduction française.

## Composition
Requiem pour une nonne est, à l'origine, moins une pièce qu'un roman dialogué. Les deux personnages principaux apparaissent, dès 1931, dans deux récits de Faulkner : 
- Temple Drake, alors jeune collégienne de bonne famille, était l'héroïne de Sanctuaire. Dans Requiem pour une nonne, elle est mariée avec Gowan Stevens, responsable de son infamie, dont elle a eu un enfant. Elle est désormais une jeune femme riche.
- Nancy Mannigoe, une femme de couleur au service du couple Stevens était l'héroïne de Soleil couchant, nouvelle qui fait partie du recueil Treize histoires et qui doit son titre original, That Evening Sun, aux paroles du célèbre Saint Louis blues.

Situé dans le Comté imaginaire de Yoknapatawpha, l'histoire, d'une grande intensité, se tisse autour de la relation troublante des deux femmes. Elles se sont connues dans un bordel, où Temple, après un enlèvement, était séquestrée. Le secret qui les oppose, autour d'anciennes liaisons amorales, du meurtre du propre fils de Temple, est progressivement révélé et le suspense constamment entretenu.

## Pièce de théâtre
En 1956, Albert Camus adapta l'œuvre de Faulkner pour le théâtre. La pièce fut jouée à Paris au Théâtre des Mathurins pendant la saison 1956/1957. Les interprètes furent : Michel Auclair,  François Perrot, Marc Cassot, François Dalou, Jacques Gripel, Michel Maurette, Tatiana Moukhine, Catherine Sellers.